# Kiloware
Als Kiloware, österreichisch Skart, wird unsortierte Ware bezeichnet, die nach Gewicht angeboten und verkauft wird. Verbreitet ist der Begriff in der Philatelie, ebenso im Münzhandel, für Stoffe, Stahl- und Eisenwaren sowie im Internethandel für gebrauchtes Plastikspielzeug.

## Verwendung des Begriffes in der Philatelie
In der Philatelie umfasst Kiloware zumeist Briefmarken, die noch am Papier der Umschläge oder an Formularen, zu deren Frankierung sie benutzt wurden, haften. Beliebt ist sogenannte „Missionsware“, das heißt Kiloware, die von gemeinnützigen Institutionen eingesammelt wurde. Die Deutsche Bundespost stellte den Verkauf von Kiloware bereits in den 1950er Jahren ein.
Funde interessanter Briefmarken ergeben sich zumeist beim ersten Durchsuchen der Ware. Damit die Chancen für einen interessanten Fund hoch sind, sollte man der erste Briefmarkensammler sein, der die Ware durchsucht. Daher wird Kiloware im Handel oft – mehr oder weniger glaubwürdig – als „undurchsucht“ angeboten.
Sogenannte „papierfreie Kiloware“ besteht aus Marken, die bereits vom Papier, auf dem sie ursprünglich klebten, abgewaschen worden sind. Meistens handelt es sich hierbei um Reste von Sammlernachlässen, so dass man die neuesten Marken in ihnen nur sehr selten findet.

## Verwendung in der Numismatik

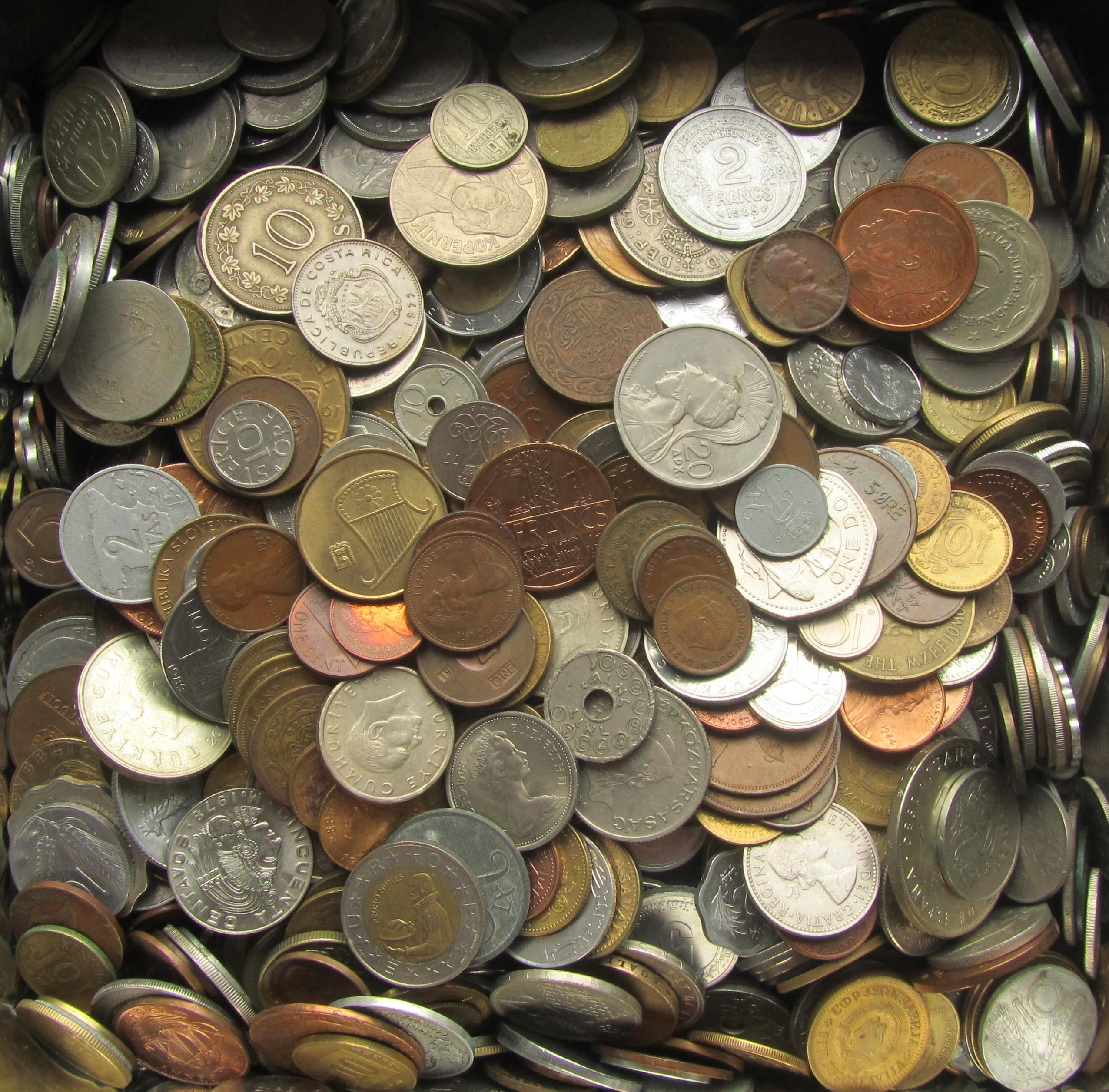
Kiloware im numismatischen Sinn: Moderne Münzen aus aller Welt

Im Münzhandel zählen zur Kiloware jene Stücke, die aus unedlen Metallen (kein Gold und Silber) bestehen, jüngeren Datums sind (insbesondere nach 1950, teilweise auch ab 1900) und in der Regel keinen oder nur einen sehr geringen verbliebenen Geldwert besitzen. Dazu zählen beispielsweise aus dem Umlauf entnommene ausländische Münzen, etwa Urlaubsreste oder nicht mehr umtauschbare Euro-Vorläuferwährungen wie Münzen aus Frankreich, Italien oder den Niederlanden.
Diese Münzen haben aufgrund ihrer Häufigkeit und ihrer nicht mehr gegebenen Zahlungsmitteleigenschaft nur einen geringen Wert, wobei die Preise für Lots etwa zwischen 5 und 10 Euro pro Kilogramm liegen, im Einzelverkauf bei etwa 50 Cent pro Stück. Abhängig von den Metallpreisen spielt phasenweise auch der Materialwert eine Rolle, beispielsweise bei Reinnickelmünzen (das Nickelpreis-Allzeithoch war 2007 und lag bei über 35 Euro pro Kilogramm) oder Münzen aus reinem Kupfer oder Bronze.
Auch bei Silbermünzen kann man von Kiloware sprechen, da es in diesem Bereich ebenfalls sehr häufig Münzen gibt, die als große Posten und nur zum Materialwert gehandelt werden. Dazu gehören aus Deutschland typischerweise die 1/2- und 1-Mark-Münzen aus dem Kaiserreich (1873 bis 1918), die 2- und 5-Reichsmark-Münzen aus der Zeit des Nationalsozialismus (geprägt 1934 bis 1939) sowie die silbernen 5-DM-Kurs- und Gedenkmünzen (1951 bis 1974/1980). Die Münzen aus dem Kaiserreich und der NS-Zeit wurden während der Weltkriege von der Bevölkerung als Inflationsschutz gehortet, da sie einen hohen Silbergehalt (90 %) aufwiesen und die Währungsverschlechterung sich schon zu Kriegszeiten abzeichnete, gefolgt von starker Inflation. Dementsprechend häufig tauchen sie bis heute aus Hortungen jener Zeit auf. Verbreitete ausländische Silbermünzen, die in großen Mengen zum Materialwert gehandelt werden, sind unter anderem die kanadischen Gedenkmünzen aus der Zeit zwischen 1950 und 1990 sowie die österreichischen 25-, 50- und 100-Schilling-Gedenkmünzen aus der Zeit zwischen 1955 und 1979.
Für Banknoten wird der Begriff selten verwendet, insbesondere für Scheine aus der Deutschen Inflation 1914 bis 1923.